# Jean Christopher van Deurs
Jean Christopher van Deurs (29. juni 1725 – 8. november 1781) handelsmand, hollandsk kommissær/konsul (1747-1781), og ejer af handelsfirmaet van Deurs. Søn af kommissær Arent van Deurs (24. december 1683 – 3. oktober 1747) og dennes hustru Frederikke Elisabeth Giese (9. januar 1698 – 28. juli 1771). Boede i Helsingør i svigerfaderens nyopførte rokokopalæ. Han blev gift med generalkrigskommissær Stephen Hansens datter, Birgitte Cathrine Hansen, omkring 1758, og i de kommende år husede ejendommen både familien og handelsfirmaet Van Deurs. Kommissærposten blev holdt i 4 generationer af van Deurs-slægten. Jean Christopher var 3. led.
De fik sammen børnene:
1. Frederiche Dorothea van Deurs (1759 – før 1762)
2. Stephan Arend Van Deurs (1761-?), hollandsk kommissær efter sin far (1781-1791)
3. Frederiche Dorothea van Deurs (1762-?)
4. Jacob Frederik van Deurs (1764-1851), kammerherre og godsejer til Lille Frydendal Gods ved Holbæk
5. Charlotte Sophie van Deurs (1767-?)

Han blev gift anden gang med Henriette Margrethe Kønemann (født 1740) og fik yderligere to børn: 
1. Arent Herman van Deurs
2. Jan Christopher van Deurs (1774-1829), justitsråd og godsejer til Bøstrup